# De Havilland Humming Bird
de Havilland DH.53 Humming Bird je bilo britansko enomotorno ultralahko letalo iz 1920ih. Velja za eno izmed prvih ultralahkih letal. Imel je nizko nameščeno krilo, sprva ga je poganjal 750 ccm motor iz motocikla Douglas. Proizvodna letala je poganjal 2-valjni 26 konjski Blackburne Tomtit.

## Tehnične specifikacije
Podatki iz British Civil Aircraft since 1919 Vol 2,
Splošne karakteristike
- Posadka: 1
- Dolžina: 19 ft 8 in (6 m)
- Razpon kril: 30 ft 1 in (9,17 m)
- Višina: 7 ft 3 in (2,21 m)
- Površina kril: 125 ft² (11,6 m²)
- Teža praznega letala: 326 lb (148 kg)
- Naložena teža: 565 lb (257 kg)
- Pogon letala: 1 ×  Obrnjeni V-motor, 2-valjni Blackburne Tomtit, 26 KM (19 kW)

 Zmogljivost 
- Maks. hitrost: 63 vozlov (73 mph, 118 km/h)
- Potovalna hitrost: 52 vozlov (60 mph, 97 km/h)
- Doseg: 130 nmi (150 mi, 242 km)
- Višina leta: 15000 ft (4570 m)
- Hitrost vzpenjanja: 225 ft/min (1,1 m/s)
- Obremenitev kril: 4,52 lb/ft² (22,2 kg/m²)
- Razmerje moč/teža: 0,046 KM/lb (62 W/kg)